# Mail Michel-de-Bourges
Le mail Michel-de Bourges est l'un des quatre mails de Paris, situé dans le 20e arrondissement.

## Situation et accès
Le site est accessible par la rue Michel-de-Bourges.
Il est desservi par la ligne 9 du métro de Paris à la station de métro Buzenval.

## Origine du nom
Il doit son nom à la proximité de la rue Michel-de-Bourges.

## Historique
Créé en 1972, le mail a une superficie de 4 500 m2. La promenade est composée d’alisiers, d'amélanchiers, de liquidambars, de paulownias et de peupliers noirs.